# Championnat d'Espagne de football de quatrième division
 (juin 2025).
Si vous disposez d'ouvrages ou d'articles de référence ou si vous connaissez des sites web de qualité traitant du thème abordé ici, merci de compléter l'article en donnant les références utiles à sa vérifiabilité et en les liant à la section « Notes et références ».
Le Championnat d'Espagne de football quatrième division est l'équivalent de la « D4 » espagnole. C'est un championnat réunissant des clubs semi-professionnels ou les réserves de clubs professionnels.
Jusqu'en 1977, la Tercera División correspondait à la troisième division. À partir de la saison 1977-1978, avec la création de la Segunda División B, la Tercera División devient la quatrième division, tout en conservant son nom originel.

## Format de 1977 à 2021

Logo de la Tercera División (jusqu'en 2021)

Le championnat se compose de 18 groupes de 20 équipes. Les quatre premiers de chaque groupe se qualifient pour les barrages de promotion. Les trois dernières équipes sont reléguées en Ligues régionales.
Chaque tour se déroule sous forme de confrontation aller-retour quel que soit le barrage. En cas d'égalité, à l'issue d'une double confrontation, le nombre de buts à l'extérieur est le premier critère de départage. Sinon, une prolongation et éventuellement des tirs au but départagent les deux équipes.

### Barrages de promotions

#### Barrages des équipes vainqueurs de groupes
Les équipes ayant terminé premières de groupes s'affrontent entre elles. Les rencontres sont tirées au sort. Les neuf équipes vainqueurs de ces confrontations aller-retour sont promues en Segunda División B. Les neuf autres équipes ont une autre chance de monter par l'intermédiaire des barrages des non-vainqueurs des groupes où ils entrent au second tour.

#### Barrages des équipes non-vainqueurs de groupes
Au premier tour, cinquante-quatre équipes sont engagées. Ce sont les deuxièmes, troisièmes et quatrièmes de groupe. Les équipes ayant terminé à la seconde place affrontent une équipe ayant fini quatrième de groupe tandis que les troisièmes s'affrontent entre eux. Les confrontations sont tirées au sort. Les équipes ayant fini deuxièmes reçoivent au retour. Pour les matchs opposant les équipes ayant terminé à la troisième place, le premier tiré reçoit à l'aller.
Les vingt-sept qualifiés plus les neuf éliminés des barrages des équipes vainqueurs de groupes sont qualifiées pour le second tour. Les équipes issues du barrage reçoivent au retour et affrontent chacune une des équipes les plus faibles étant encore en course. Les confrontations sont tirées au sort. Pour les autres matchs, l'équipe ayant fini la mieux placée lors de la phase de groupe reçoit au retour. Si deux équipes ont terminé à la même place, le premier tiré reçoit à l'aller.
Les dix-huit qualifiés restants disputent un troisième et dernier tour selon les mêmes règles que le tour précédent. Les neuf vainqueurs sont promus en Segunda División B.

## Format depuis 2021
Le championnat se compose de 5 groupes de 18 équipes. Le premier de chaque groupe sont promus en Primera Federación. Les équipes classés de la 2e à la 5e place disputent les barrages pour déterminer les cinq autres équipes promues. Les quatre derniers de chaque groupe sont relégués en Tercera Federación alors que les quatre moins bons 13e disputent les barrages de relégation pour déterminer les deux autres équipes relégués.

### Barrages de promotion
Les équipes classées de la 2e à la 5e place de chaque groupe prennent part aux barrages en match unique. En cas d'égalité dans les prolongations, l'équipe la mieux classée est la gagnante. Dans le cas où les deux équipes ont terminés à la même position, une séance de tirs au but est organisée. Les matches sont déterminés par tirage au sort, opposant les équipes les mieux classées aux équipes les moins bien classées, en évitant, dans la mesure du possible, les confrontations entre équipes d'un même groupe. Les cinq vainqueurs des barrages obtiennent une place dans la division supérieure la saison suivante.

### Barrages de relégation
Les quatre moins bons 13e prennent part à ces barrages en match unique sur terrain neutre. Les matches sont déterminés par tirage au sort. Les deux vainqueurs des barrages se maintiennent en Segunda Federación, tandis que les deux perdants sont relégués en Tercera Federación.

## Palmarès depuis 2021
| Saison    | Vainqueur de groupe | Vainqueur de groupe | Vainqueur de groupe | Vainqueur de groupe      | Vainqueur de groupe  | Autres équipes promues                                                                           |
| Saison    | Groupe 1            | Groupe 2            | Groupe 3            | Groupe 4                 | Groupe 5             | Autres équipes promues                                                                           |
| --------- | ------------------- | ------------------- | ------------------- | ------------------------ | -------------------- | ------------------------------------------------------------------------------------------------ |
| 2021-2022 | Pontevedra CF       | CA Osasuna B        | CD Numancia         | Córdoba CF               | CF Intercity         | CD Eldense, CF La Nucía, AD Mérida, AD Ceuta FC, Real Murcie                                     |
| 2022-2023 | CD Arenteiro        | Sestao River        | CD Teruel           | Antequera CF             | UD Melilla           | Atlético de Madrid B, Recreativo de Huelva, Atlético Sanluqueño, Recreativo Grenade, SD Tarazona |
| 2023-2024 | Ourense CF          | Bilbao Athletic     | Hércules CF         | Séville Atlético         | Gimnástica Segoviana | Betis Deportivo, Barakaldo CF, Zamora CF, Marbella FC, Yeclano Deportivo                         |
| 2024-2025 | Pontevedra CF       | Arenas Club         | CE Europa           | Juventud de Torremolinos | CD Guadalajara       | CP Cacereño, CD Teruel, CF Talavera de la Reina, CE Sabadell, Real Avilés                        |

### Bilan par clubs
| Rang | Clubs                    | Titre(s) | Année(s) (Groupe)  |
| ---- | ------------------------ | -------- | ------------------ |
| 1    | Pontevedra CF            | 2        | 2022 (1), 2025 (1) |
| 2    | CA Osasuna B             | 1        | 2022 (2)           |
| 2    | CD Numancia              | 1        | 2022 (3)           |
| 2    | Córdoba CF               | 1        | 2022 (4)           |
| 2    | CF Intercity             | 1        | 2022 (5)           |
| 2    | CD Arenteiro             | 1        | 2023 (1)           |
| 2    | Sestao River             | 1        | 2023 (2)           |
| 2    | CD Teruel                | 1        | 2023 (3)           |
| 2    | Antequera CF             | 1        | 2023 (4)           |
| 2    | UD Melilla               | 1        | 2023 (5)           |
| 2    | Ourense CF               | 1        | 2024 (1)           |
| 2    | Bilbao Athletic          | 1        | 2024 (2)           |
| 2    | Hércules CF              | 1        | 2024 (3)           |
| 2    | Séville Atlético         | 1        | 2024 (4)           |
| 2    | Gimnástica Segoviana     | 1        | 2024 (5)           |
| 2    | Arenas Club              | 1        | 2025 (2)           |
| 2    | CE Europa                | 1        | 2025 (3)           |
| 2    | Juventud de Torremolinos | 1        | 2025 (4)           |
| 2    | CD Guadalajara           | 1        | 2025 (5)           |